# Laguna Esperanza
La laguna Esperanza es un lago de origen glacial andino ubicado en el oeste de la provincia del Chubut, en el departamento Cushamen, Patagonia argentina.

## Descripción
La laguna se extiende de oeste a este con alrededor de 4,5 kilómetros de largo. Se encuentra en el interior del parque nacional Lago Puelo.
Se encuentra muy cerca de la frontera con Chile y está rodeado por todos lados por un denso bosque andino patagónico, está dominado al norte y al sur con picos de las montañas, el más alto en el Cerro Aguja Sur (con 2.230 metros), se situado al norte.
Su efluente es el Río Alerzal, que desemboca en la margen izquierda, en la parte baja del Río Turbio, poco antes de que éste se abre en el Lago Puelo. A lo largo de unos 13 km y muy abundante, el río Alerzal muestra una caída de más o menos 230 metros. Se forman en su recorrido muchos rápidos.